# کاستن (موسیقی)

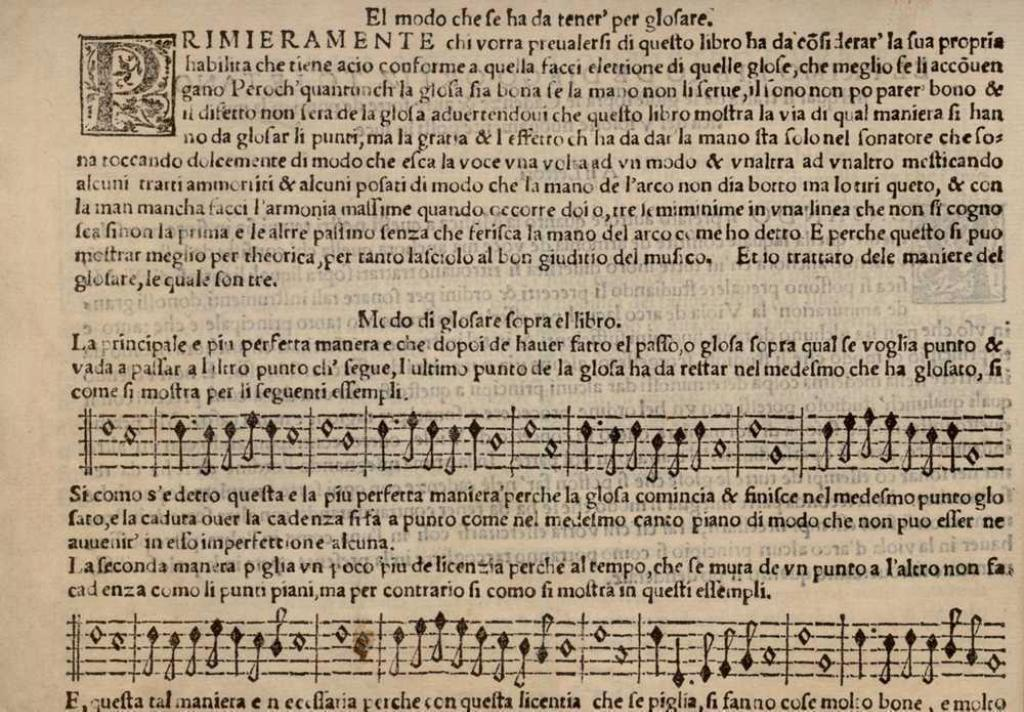
صفحه ۵ از دیگو اورتیز (حدود ۱۵۱۰–حدود ۱۵۷۰) Trattado de Glosas

کاستن (انگلیسی: Diminution) در موسیقی فرهنگ غربی و تئوری موسیقی (برگرفته از لغت لاتین قرون وسطایی diminutio که تغییرشکل‌یافته deminutio به معنای کاهش است)، چهار معنای متمایز دارد؛ کاستن می‌تواند شکلی از آرایه باشد که طی آن، نتی طولانی به مجموعه‌ای از نت‌های کوتاه‌تر (با همان ارزش موسیقایی سابق)، که عمدتاً ملودیک هستند، تبدیل می‌شود که رنگ‌آمیزی خوانده می‌شود. کاستن همین‌طور می‌تواند به دستگاهی موسیقایی اشاره کند که طی آن یک ملودی، موتیف یا تم با ارزش موسیقایی کوتاه‌تری نسبت به نسخه سابق عرضه شود. کاستن همین‌طور اصطلاحی است برای کوتاه‌تر کردن ارزش یک نت مستقل که پیش‌تر با استفاده از رنگ‌های متفاوت از رنگ متن اصلی ایجاد می‌شد و امروزه با قرار دادن علامتی مخصوص کنار نت. در فاصله‌های موسیقایی نیز کاستن کاربرد دارد. به این صورت که یک فاصله کوچک یا درست که نیم‌پرده‌ای کروماتیک از آن کم شود، فاصله کاسته خوانده می‌شود و به همین ترتیب به این فرایند، کاستن می‌گویند.